# Walenty Chłędowski
Walenty Chłędowski (ur. 13 lutego 1797 w Jaśliskach, zm. 24 grudnia 1846 w Wietrznie) – polski literat, tłumacz, krytyk literacki, pisarz, filozof; redaktor miesięcznika „Pamiętnik Lwowski”, wydawca almanachu Haliczanin; pisał szkice literackie, przekłady.

## Życiorys
Urodził się jako jedno z pięciorga dzieci właściciela ziemskiego Seweryna Chłędowskiego. Był bratem Adama Tomasza Chłędowskiego, Marii z Chłędowskich Pomezańskiej oraz stryjem Kazimierza Chłędowskiego, autora znanych pamiętników.

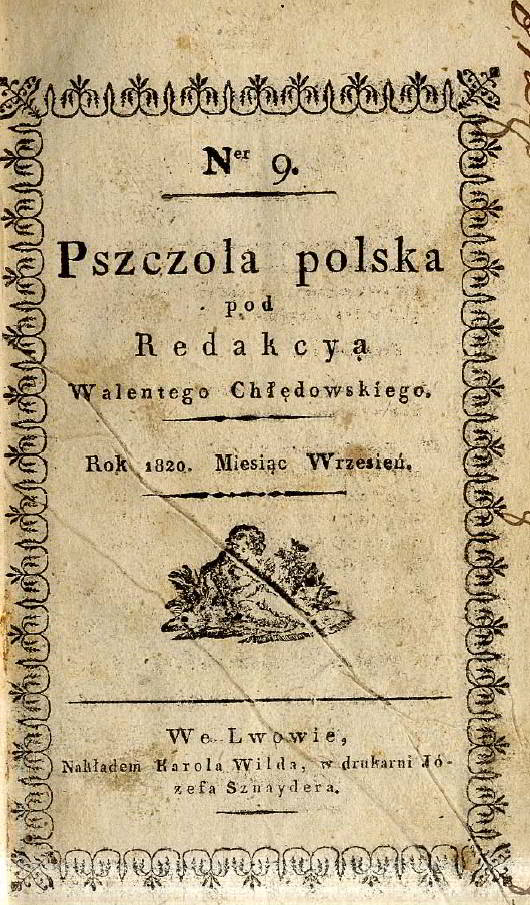
[http://pbc.biaman.pl/dlibra/doccontent?id=7504&dirids=1 Strona tytułowa Pszczoły Polskiej

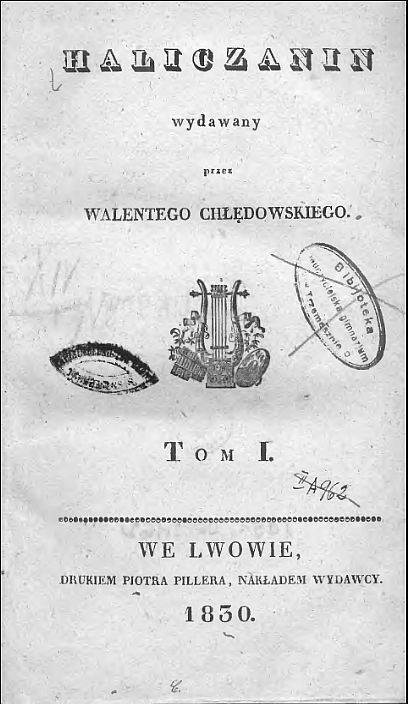
[http://www.wbc.poznan.pl/dlibra/publication?id=109841&from=pubindex&dirids=4&tab=1&lp=1672 Strona tytułowa Haliczanina

Wykształcenie początkowe i średnie pobierał w Przemyślu, później we Lwowie. W trakcie studiów, 24 grudnia 1817 roku zawiązał wśród młodzieży akademickiej Towarzystwo ćwiczącej się młodzieży w literaturze ojczystej, zajmującej się badaniem piśmiennictwa, kultury i dziejów ojczystych. To niejawne stowarzyszenie działało do roku 1819. Jego członkami byli między innymi: Stanisław Jachowicz, Eugeniusz Brodzki, Mateusz Eustachy Sartyni oraz Franciszek Ksawery Kirchner. W tym czasie Chłędowski współpracował ze swoim starszym bratem Adamem w redagowaniu Pamiętnika Lwowskiego, pierwszego literacko-naukowego periodyku galicyjskiego. Po wyjeździe Adama do Warszawy w 1819 roku, Walenty dalej samodzielnie prowadził redakcję pisma, publikując teksty m.in. Brodzkiego, Łopackiego i Jaszowskiego. Rozszerzając formułę pisma, przekształcił je niebawem, przy finansowym wsparciu Karola Wilda w Pszczołę Polską, do której pozyskał współpracowników nie tylko z Galicji, ale i z Wołynia. Jednakże inicjatywa ta, po roku i wydaniu 12 numerów, upadła z braku prenumeratorów. Zniechęcony niepowodzeniem wyjechał do Warszawy, gdzie uzyskał stanowisko adiunkta honorowego przy Komisji Wyznań i Oświecenia; tam też bezpośrednio spotkał się ze sporami romantyków z klasykami.
Chłędowski, po pobycie w Warszawie, powrócił 21 grudnia 1822 do Lwowa, gdzie niebawem poślubił Samuelę Tchórznicką, właścicielkę Żelechowa nieopodal Lwowa. Małżeństwo trwała jednak bardzo krótko, gdyż już po roku owdowiał. Po śmierci żony przeniósł się do Wietrzna, majętności odziedziczonej po ojcu Sewerynie, gdzie dla okolicznego ziemiaństwa otworzył czytelnię obywatelską.
Począwszy od 1824 roku należał do redakcji Rozmaitości – dodatku tygodniowym do Gazety Lwowskiej, gdzie publikował wiele swoich prac.
W roku 1830 samodzielnie sfinansował i rozpoczął wydawanie Haliczanina, publikacji dotychczas niespotykanej w warunkach galicyjskich. Głównym celem Chłędowskiego było propagowanie najnowszych prądów filozoficznych i literackich oraz popularyzacja prądów filozofii niemieckiej wśród polskiej inteligencji. W Haliczaninie publikowali również: Aleksander Fredro, Maksymilian i Józef Borkowscy, Jan Nepomucen Kamiński, August Bielowski.
Odbył kilka podróży po Europie, również w celach leczniczych. Odwiedził między innymi Karlsbad, Bechesgaden, Styrię, Triest, a owocem tych podróży były eseje publikowane w prasie. W 1835 roku przeszedł w Wiedniu ciężką operację czaszki. Podczas pobytu w Paryżu w 1845 roku, gdzie spotkał się z Adamem Mickiewiczem, z niepokojem dostrzegał rozbicie polityczne środowiska emigracyjnego oraz rosnące wpływy Towiańskiego.
Zmarł 24 grudnia 1846 roku, niemal całkowicie zapomniany. Dopiero w 1865 roku w Tygodniku Ilustrowanym bratanek – Kazimierz Chłędowski przypomniał jego sylwetkę opatrując ją jedyną zachowaną podobizną.
Jest pochowany na Cmentarzu Łyczakowskim we Lwowie.

## Utwory literackie
Działalność literacka Walentego Chłędowskiego, poza tłumaczeniami utworów Schillera i romansów niemieckich, obejmowała również rozprawy krytyczne, w których poruszał zagadnienia estetyczne. Utwory swoje publikował w Haliczaninie i Rozmaitościach, a także ogłaszał w galicyjskich wydawnictwach dobroczynnych: Albumie na korzyść pogorzelców Rzeszowa (1844) i Wdowim groszu.

Spuścizna literacka Walentego Chłędowskiego obejmuje:
- Wyrok Bolesława (wolny przekład niemieckiej ballady J.Fr. Ratschky; Pamiętnik Lwowski, 1818)
- Porównanie malowidła na skrzydłach motyla z arcydziełem roboty mozaikowej (Rozmaitości, 1824)
- Wspomnienia młodości (Rozmaitości, 1825) – poemat opisowo-narracyjny przedstawiający atmosferę młodości spędzonej w Wietrznie i Dukli
- Rozbiór uwag Philopolskiego nad Janem z Tęczyna (1825)
- Pierwsza i ostatnia miłość. Powieść (tłum. Clauren H.: „Erste und letzte Liebe”, Lwów, 1825)
- Najczystsza miłości ofiara (tłum. Clauren H.: „Der Liebe reinstes Opfer”, Lwów 1826)
- Trzy dni z życia mojego. Powieść (tłum. Clauren H.: „Drei Tage aus mainem Leben”, Lwów, 1826)
- Uwagi nad zdaniem P.W. z Oleska o sposobie sądzenia teatru lwowskiego (Rozmaitości, 1827)
- Listy z podróży przez Czechy do Wiednia, we wrześniu i październiku r. z. pisane (Rozmaitości, 1828)
- O filozofii, jej potrzebach i korzyściach (Haliczanin, 1830)
- O poezji i poetach (tamże)
- Arystoteles, sędzia romantyczności (tamże)
- O samotności i jej wpływie na umysł i serce (tamże)
- Wycieczka do Bechtesgaden (Dziennik Mód Paryskich, 1841)
- Wycieczka do Triestu
- Narodowy strój i taniec styryjski (Dziennik Mód Paryskich, 1841)
- Bertold i jego kasztan z karmazynowemi uszami (Dziennik Mód Paryskich nr 22, 1841)
- Osioł. Rys historyczno-psychologiczny (Album na korzyść pogorzelców Rzeszowa, 1844)
- Szkoła życia (tamże)
- Listy do mojej kumy (pozostawione w rękopisie)